# غوردون جونز (منتج أسطوانات)
غوردون جونز (بالإنجليزية: Gordon Jones)‏ هو منتج أسطوانات وملحن بريطاني، ولد في 1947.

## وصلات خارجية
- غوردون جونز على موقع ميوزك برينز (الإنجليزية)
- غوردون جونز على موقع ديسكوغز (الإنجليزية)